# SuperTennis
SuperTennis é um canal italiano de televisão terrestre e via satélite que transmite tênis ao vivo da Federação Italiana de Tênis. A emissora passou a transmitir em HD em 1 de maio de 2012.
Entre os vários eventos transmitidos estão a Copa Davis, a Fed Cup, o ATP Tour Masters 1000, o ATP Tour 500, os eventos ATP Tour 250 e o WTA Tour.